# Casa Grande (film)
Pour les articles homonymes, voir Casa Grande.
Pour plus de détails, voir Fiche technique et Distribution.
Casa Grande est un film dramatique brésilien réalisé par Fellipe Barbosa et sorti en 2015.

## Synopsis
Jean est un adolescent brillant de dix sept ans protégé pas une mère installée dans son confort et élevé dans un luxe dont il n'a pas conscience. Frustré de ne connaître d'affection qu'auprès de Rita, femme de ménage qui le reçoit le soir dans sa loge clandestinement sans plus de pudeur que de véritable amour, il déçoit son père, un autodidacte soucieux de son avenir, en voulant s'orienter vers un métier lié à la communication.
Il prend conscience de la nature factice du mode de vie bourgeois dans lequel il a grandi, quand celui ci est remis en cause par la faillite de son père. Il découvre de quelles hypocrisies sont capables ses parents et à quelles injustices (licenciements arbitraires, non-paiements, pauvreté) les domestiques, tout en étant traités comme des individus intégrés à la famille, sont soumis pour que le standing de la « Grand case (pt) », devenu intenable, soit maintenu.
En devenant majeur, il finit par assumer le choix d'une formation en économie, plus en rapport avec sa condition, mais c'est auprès d'une étudiante métisse, Luiza, qui a connu la faim et soutient des opinions politiques opposées à celles de sa famille, qu'il trouve l'amour avant qu'elle ne le délaisse. C'est finalement auprès de Rita, qu'il va rejoindre dans sa favela après s'être violemment opposé à son père, qu'il choisit de devenir un homme.

## Fiche technique
- Titre original : Casa Grande
- Réalisation : Fellipe Barbosa
- Producteur :
- Producteur exécutif :
- Superviseur de la production :
- Producteur associé :
- Coordinateur de production :
- Musique :
- Société de production :
- Société de distribution : Damned Distribution (France)
- Langue : portugais
- Dates de sorties :
  -  Brésil : 25 juillet 2014 (festival), 16 avril 2015 (sortie nationale)
  -  France : 24 mars 2015 (Festival Les Reflets du cinéma ibérique et latino-américain de Villeurbanne), 3 juin 2015 (sortie nationale)

 Sauf indication contraire, les informations mentionnées dans cette section peuvent être confirmées par les bases de données cinématographiques IMDb et Allociné,  présentes dans la section « Liens externes ».

## Distribution
- Thales Cavalcanti : Jean
- Marcello Novaes (pt) : Hugo
- Suzana Pires (pt) : Sônia
- Clarissa Pinheiro : Rita

## Autour du film
Le titre, qui désigne la demeure d'un planteur voire la plantation elle-même, est une référence littéraire à la fresque sociale de Gilberto Freyre Maîtres et esclaves (pt), intitulée en portugais Grand case (pt) et senzale.
Transposition autobiographique, le film a été l'occasion pour son auteur de mêler aux acteurs professionnels des personnages jouant leur propres rôles et de prendre pour décor principal la maison de son enfance, dans le quartier de Barra da Tijuca à Rio, et l'école de son adolescence, le lycée Saint-Benoît (pt).